# Subministrament d'energia posterior
El subministrament d'energia posterior (BPD) és una tecnologia avançada de semiconductors que trasllada la xarxa de subministrament d'energia de la part frontal a la part posterior d'una oblia de silici. Aquesta tècnica té com a objectiu millorar l'eficiència energètica, el rendiment i la flexibilitat del disseny en circuits integrats (CI).

## Visió general
Tradicionalment, les interconnexions d'alimentació i senyal es col·loquen a la part frontal de l'hòstia de silici. BPD separa aquestes funcions col·locant interconnexions de subministrament d'energia a la part posterior de l'hòstia, alliberant així més espai per a les interconnexions de senyal a la part frontal. Aquesta separació pot comportar una millora de la integritat de l'energia, una reducció de la interferència del senyal i un rendiment millorat.

## Desenvolupament i adopció

### Tecnologia PowerVia d'Intel
Intel ha estat un pioner a BPD amb la seva anomenada tecnologia PowerVia, prevista per a la seva introducció al seu node de procés 20A el 2024. PowerVia ha demostrat avantatges importants, com ara un augment del 6% en la freqüència d'operació, una reducció del 30% de la pèrdua d'energia i dissenys més compactes amb una densitat millorada.
PowerVia consisteix a construir transistors a la part frontal de l'hòstia de silici mentre s'encamina les interconnexions d'alimentació a la part posterior. Aquest procés requereix perforar vies de silici (TSV) profundes i estretes per connectar les interconnexions de potència als transistors. Intel ha desenvolupat mètodes per garantir que aquests TSV no comprometin la fiabilitat o la gestió tèrmica del xip. El xip de prova Blue Sky Creek d'Intel va demostrar els beneficis d'aquest enfocament, mostrant més del 90% d'utilització de cèl·lules i una possible reducció de costos.

### Nodes N2 i A16 de TSMC
Taiwan Semiconductor Manufacturing Company (TSMC) ha explorat BPD, inicialment planejant introduir-lo al seu node de procés N2P. Tanmateix, TSMC va decidir endarrerir la incorporació de BPD per consideracions de cost i complexitat. En canvi, es centraran en altres millores, com la tecnologia NanoFlex, que permet una major optimització del rendiment, la potència i l'àrea (PPA) mitjançant un disseny de cèl·lules flexibles.
El node de procés A16 de TSMC, que debutarà el 2025, integra l'arquitectura Super PowerRail juntament amb els transistors de nanosheet. Aquesta combinació pretén millorar l'eficiència computacional i reduir el consum d'energia. El procés A16 està dissenyat per alleujar la caiguda d'IR, simplificar la distribució d'energia i permetre un embalatge de xips més ajustat. TSMC afirma que l'A16 pot aconseguir una velocitat de rellotge un 10% més alta o una disminució del 15% al 20% del consum d'energia en comparació amb el node N2P, alhora que augmenta la densitat del xip fins a un 10%.

## Beneficis tècnics

### Integritat de potència millorada
En moure la xarxa de subministrament d'energia a la part posterior, BPD redueix la caiguda de tensió experimentada pels transistors. Això es deu al fet que les interconnexions d'alimentació es poden fer més grans i menys resistives, proporcionant una font d'alimentació més estable. Aquesta estabilitat permet que els transistors funcionin a freqüències més altes amb menys risc de degradació del rendiment.

### Encaminament del senyal millorat
Amb les interconnexions d'alimentació reubicades, la part frontal té més espai per a l'encaminament del senyal. Això redueix la congestió i la capacitat parasitària, donant lloc a una transmissió de senyal més ràpida i eficient. La reducció de la congestió del senyal permet un empaquetament més dens de les cèl·lules lògiques, millorant encara més el rendiment i l'eficiència del xip.

### Gestió tèrmica
BPD presenta nous reptes i oportunitats per a la gestió tèrmica. La reubicació de les interconnexions de potència pot provocar densitats tèrmiques més elevades, la qual cosa requereix solucions de refrigeració innovadores. Tanmateix, també permet camins de dissipació de calor més eficients, millorant potencialment el rendiment tèrmic general si es gestiona correctament.

## Reptes

### Complexitat del disseny
La implementació de BPD requereix canvis significatius a les metodologies de disseny tradicionals. Els enginyers s'han d'adaptar a les noves regles i eines de disseny que tenen en compte l'encaminament posterior de l'energia. Això inclou garantir que la gestió tèrmica i les tensions mecàniques s'aborden correctament, ja que poden afectar la fiabilitat i el rendiment de l'IC.

### Costos de fabricació
El procés de creació de xips habilitats per BPD implica passos addicionals, com ara la creació de TSV i la manipulació d'hòsties amb interconnexions a banda i banda. Aquests passos poden augmentar els costos de fabricació, tot i que empreses com Intel han desenvolupat mètodes per compensar aquests costos optimitzant altres aspectes del procés de disseny del xip.

## Perspectives de futur
Intel té previst integrar BPD amb els seus transistors RibbonFET en els propers nodes de procés, orientant-se a la preparació de la producció durant la primera meitat del 2024. TSMC, tot i que retarda BPD al seu node N2P a causa del cost i la complexitat, l'introduirà al node A16 el 2025. Samsung té com a objectiu aplicar BPD al seu procés d'1,4 nanòmetres l'any 2027, centrant-se en reduir el consum de l'àrea de les hòsties i millorar la transmissió d'energia.